# Wereldkampioenschap voetbal 2010 (Groep A) Zuid-Afrika - Mexico

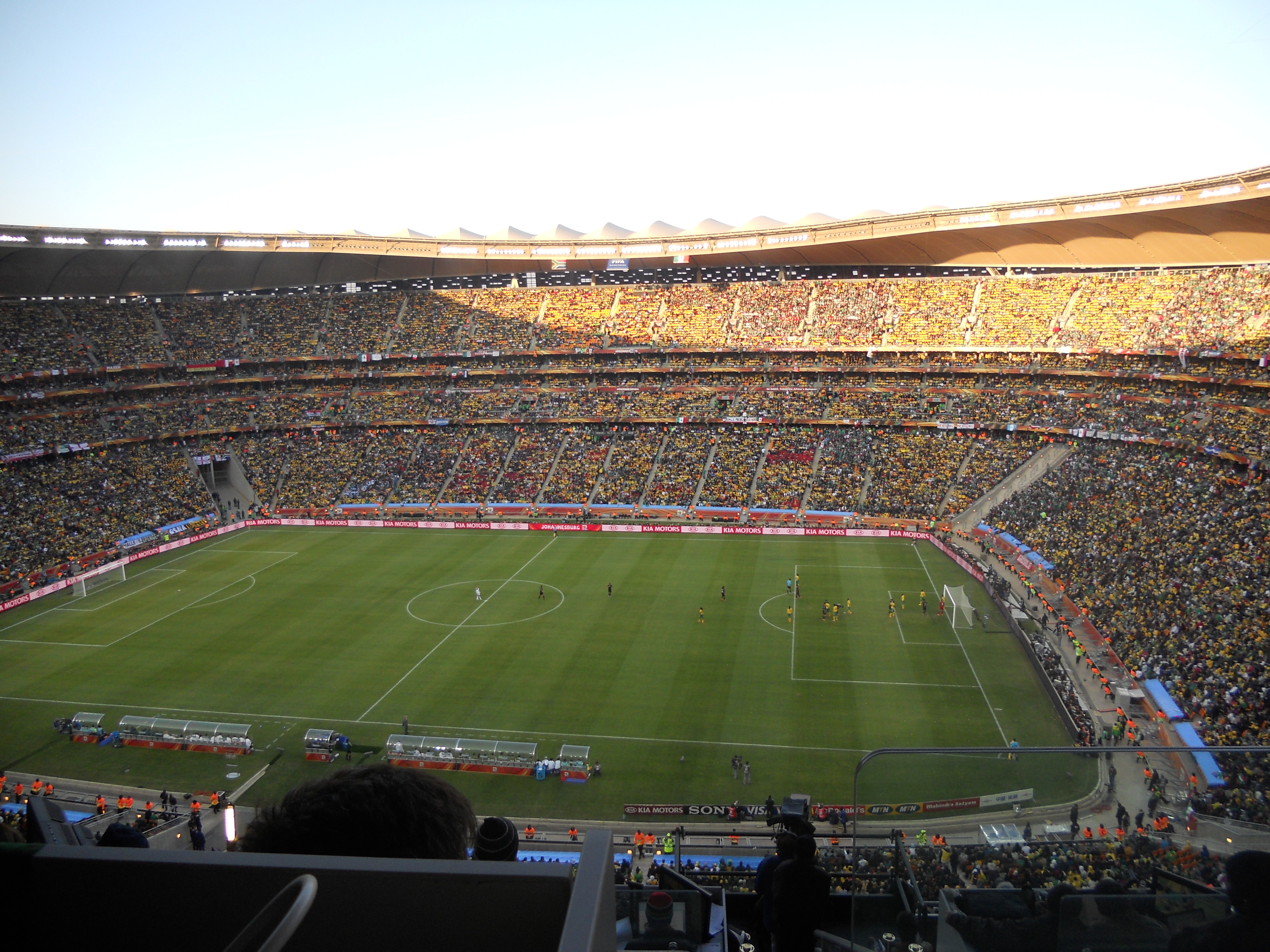
Het stadion tijdens de wedstrijd.

In dit artikel wordt de Wereldkampioenschap voetbal 2010-wedstrijd in de groepsfase in Groep A tussen Zuid-Afrika en Mexico die werd gespeeld op 11 juni 2010 nader uitgelicht. De wedstrijd eindigde op een 1-1 gelijkspel.

## Voorbeschouwing
In Zuid-Afrika is de openingswedstrijd gespeeld door het organiserend land. Zuid-Afrika hoopte een goede eerste indruk achter te laten, waardoor met een positief gevoel de rest van het toernooi afgewerkt kan worden. Mexico probeerde op haar beurt moed te putten uit de historische openingswedstrijden en een soortgelijk iets op de mat te leggen.
Voorafgaand aan de wedstrijd was er een openingsceremonie waarin blanke en gekleurde Zuid-Afrikanen een show maakten waarin dans en muziek het meest aanwezig waren.

## Wedstrijdgegevens
| Datum                | 11 juni 2010                              | 11 juni 2010                              |
| Stadion              | First National Bank Stadium, Johannesburg | First National Bank Stadium, Johannesburg |
| Toeschouwers         | 84.490                                    | 84.490                                    |
| Scheidsrechter       | Ravshan Irmatov                           | Ravshan Irmatov                           |
| Assistenten          | Rafael Ilyasov Bahadyr Kočkarov           | Rafael Ilyasov Bahadyr Kočkarov           |
| Vierde man           | Subkhiddin Mohd Salleh                    | Subkhiddin Mohd Salleh                    |
| Man van de wedstrijd | Siphiwe Tshabalala                        | Siphiwe Tshabalala                        |
|                      | Zuid-Afrika                               | Mexico                                    |
| Doelpunten           | 3                                         | 4                                         |
| Gele kaarten         | 2                                         | 2                                         |
| Rode kaarten         | 0                                         | 1                                         |
| Wissels              | 2                                         | 3                                         |
| Schoten op doel      | 7                                         | 6                                         |
| Schoten naast doel   | 4                                         | 3                                         |
| Overtredingen        | 14                                        | 11                                        |
| Hoekschoppen         | 7                                         | 9                                         |
| Buitenspel           | 3                                         | 6                                         |
| Strafschoppen        | 1                                         | 0                                         |
| Balbezit (tijd)      | 29 min                                    | 40 min                                    |
| Balbezit (%)         | 42                                        | 58                                        |

| Zuid-Afrika | 1 – 1           | Mexico |
| Siphiwe Tshabalala 55' | goals (assists) | 79' Rafael Marquez |
| Carlos Alberto Parreira | bondscoach      | Javier Aguirre |
| |                 | |
| Itumeleng Khune Siboniso Gaxa Aaron Mokoena Siphiwe Tshabalala Katlego Mphela Steven Pienaar 83' Teko Modise Reneilwe Letsholonyane Kagisho Dikgacoi Lucas Thwala 46' Bongani Khumalo | opstellingen    | Óscar Pérez Francisco Rodríguez Carlos Salcido Rafael Márquez Ricardo Osorio Gerardo Torrado 73' Guillermo Franco 69' Carlos Vela 55' Paul Aguilar Efraín Juárez Giovani Dos Santos |
| Tsepo Masilela 46' Bernard Parker 83' | wissels         | 55' Andrés Guardado 69' Cuauhtémoc Blanco 73' Javier Hernández |
| |                 | |
| Kagisho Dikgacoi 27' Tsepo Masilela 70' | gele kaarten    | 18' Efraín Juárez 57' Gerardo Torrado |
| | rode kaarten    | |

## Overzicht van wedstrijden
| Groepswedstrijden | | | |
| Groep A | Groep B | Groep C | Groep D |
| Zuid-Afrika - Mexico Uruguay - Frankrijk Zuid-Afrika - Uruguay Frankrijk - Mexico Mexico - Uruguay Frankrijk - Zuid-Afrika | Zuid-Korea - Griekenland Argentinië - Nigeria Argentinië - Zuid-Korea Griekenland - Nigeria Griekenland - Argentinië Nigeria - Zuid-Korea | Engeland - Verenigde Staten Algerije - Slovenië Slovenië - Verenigde Staten Engeland - Algerije Slovenië - Engeland Verenigde Staten - Algerije | Duitsland - Australië Servië - Ghana Duitsland - Servië Ghana - Australië Australië - Servië Ghana - Duitsland    |
| Groep E | Groep F | Groep G | Groep H |
| Nederland - Denemarken Japan - Kameroen Nederland - Japan Kameroen - Denemarken Kameroen - Nederland Denemarken - Japan    | Italië - Paraguay Nieuw-Zeeland - Slowakije Slowakije - Paraguay Italië - Nieuw-Zeeland Paraguay - Nieuw-Zeeland Slowakije - Italië       | Ivoorkust - Portugal Brazilië - Noord-Korea Brazilië - Ivoorkust Portugal - Noord-Korea Noord-Korea - Ivoorkust Portugal - Brazilië             | Honduras - Chili Spanje - Zwitserland Chili - Zwitserland Spanje - Honduras Chili - Spanje Zwitserland - Honduras |
| Achtste finales | | | |
| Uruguay - Zuid-Korea Verenigde Staten - Ghana                                                                              | Duitsland - Engeland Argentinië - Mexico                                                                                                  | Nederland - Slowakije Brazilië - Chili | Paraguay - Japan Spanje - Portugal                                                                                |
| Kwartfinales | | | |
| Brazilië - Nederland | Uruguay - Ghana | Argentinië - Duitsland | Paraguay - Spanje                                                                                                 |
| Halve finales | | | |
| Nederland - Uruguay | Nederland - Uruguay | Duitsland - Spanje | Duitsland - Spanje                                                                                                |
| Troostfinale | | | |
| Uruguay - Duitsland | | | |
| Finale | | | |
| Spanje - Nederland | | | |